# 花笋螺
花笋螺（学名：Hastula strigilata），是新腹足目笋螺科花笋螺属的一种。主要分布于印度尼西亚、韩国、台湾，常栖息在浅海砂底、浅海到水深100米。